# I Medici

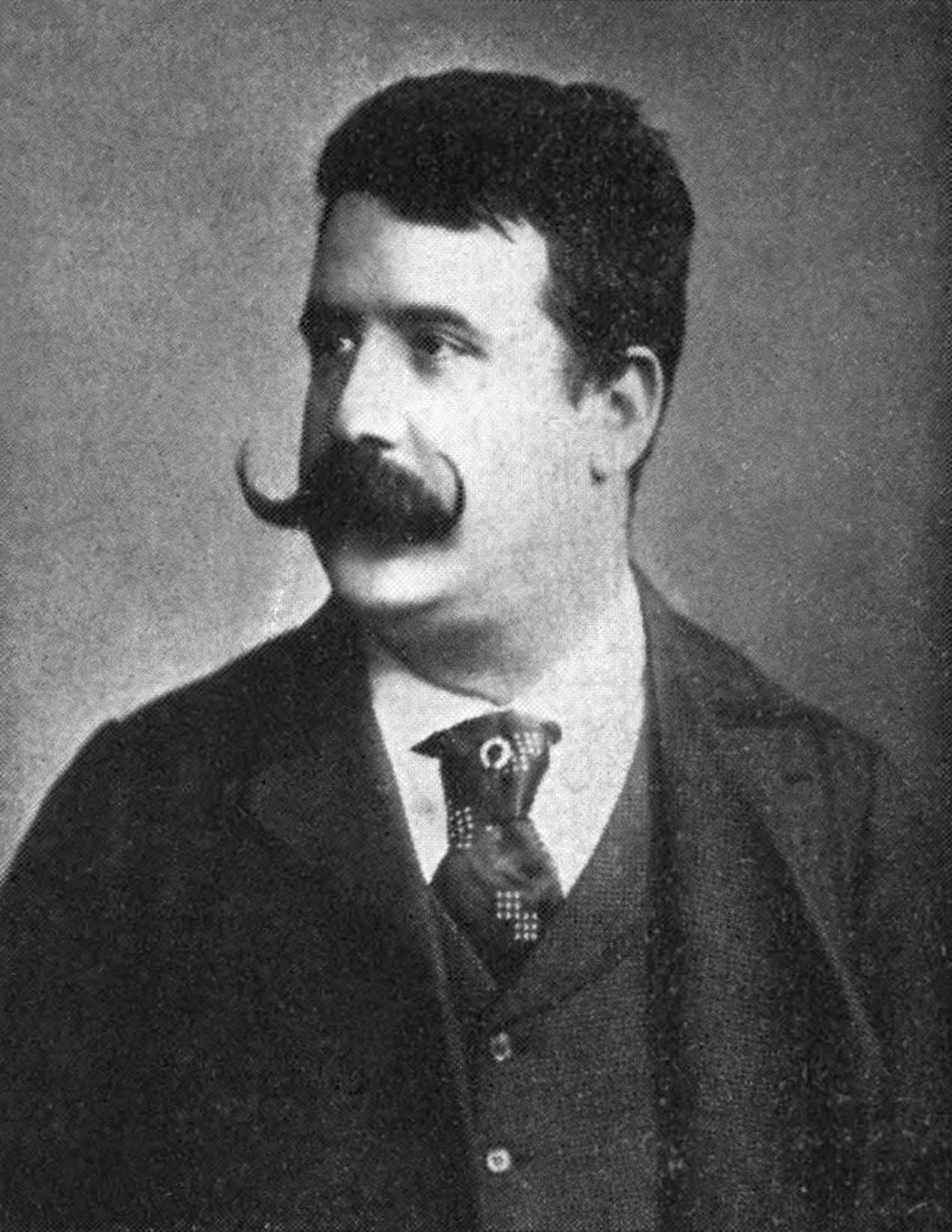
Ruggiero Leoncavallo, auteur de l'opéra Medici

I Medici est un opéra en 4 actes de Ruggero Leoncavallo, sur un livret du compositeur, créé le 9 novembre 1893 au Teatro Dal Verme à Milan. Il s'agit en fait du premier volet d'un triptyque inachevé intitulé Crepusculum, en référence à l'opéra Götterdämmerung de Richard Wagner, opéra qui fait partie de la tétralogie Der Ring des Nibelungen. Musicalement, on ressent une nette influence wagnérienne.
La trilogie de Leoncavallo devait comprendre les opéras suivants : 
- I Medici
- Savonarole
- Cesare Borgia

Seul le premier opéra vit le jour. Leoncavallo a défini ce Crepusculum inachevé comme une épopée nationale et philosophique à la gloire de Florence et de l'Italie renaissante.

## Distribution
| Rôles,                      | Voix type,         | Création 9 novembre 1893 (Chef d'orchestre: Rodolfo Ferrari) |
| --------------------------- | ------------------ | ------------------------------------------------------------ |
| Giuliano de' Medici         | ténor              | Francesco Tamagno                                            |
| Lorenzo de' Medici          | baryton            | Ottorino Beltrami                                            |
| Simonetta Cattanei          | soprano lyrique    | Adelina Stehle-Garbin                                        |
| Fioretta de' Gori           | soprano dramatique | Adele Gini Pizzorni                                          |
| Giambattista da Montesecco  | basse              | Giovanni Scarneo                                             |
| Francesco Pazzi             | basse              | Ludovico Contini                                             |
| Bernardo Bandini Baroncelli | ténor              | Giovanni Pagliano                                            |
| Il Poliziano                | baryton            | Vittorio Bellati                                             |
| L’Archivescovo Salviata     | basse              | Gaetano Biancardi                                            |
| Mère de Simonetta           | mezzo-soprano      | Federica Casali                                              |

## Enregistrement
I Medici – Placido Domingo (Giuliano de’ Medici), Carlos Álvarez (Lorenzo de’ Medici), Daniela Dessì (Simonetta Cattanei), Renata Lamanda (Fioretta de’ Gori), Coro et Orchestra del Maggio Musicale Fiorentino, Alberto Veronesi [DGG 477 7456]